# Jan Gwalbert Henryk Pawlikowski
Jan Gwalbert Henryk Pawlikowski (ur. 13 lipca 1891 w Medyce, zm. 26 stycznia 1962 w Zakopanem) – polski pisarz i poeta, działacz kulturalny, społeczny i sportowy, taternik.

## Życiorys
Syn Jana Gwalberta Pawlikowskiego, brat Michała Gwalberta Pawlikowskiego, pochodził ze szlacheckiej i intelektualno-artystycznej rodziny. Studiował rolnictwo i nauki przyrodnicze. Od dzieciństwa był związany z Podhalem i z Zakopanem, gdzie jego rodzice posiadali willę „Pod Jedlami”. Był narciarzem i znawcą Podhala. Walczył w I wojnie światowej w armii austriackiej, a potem w odrodzonym wojsku polskim podczas wojny z bolszewikami.
W 1916 r. poznał poetkę Marię Kossak-Bzowską, córkę malarza Wojciecha Kossaka. Oboje pokochali się i gdy Bzowska uzyskała rozwód z pierwszym mężem, pobrali się trzy lata później w Krakowie i zamieszkali w Zakopanem. Współpracował z żoną przy tworzeniu jej wierszy zebranych w tomie „Niebieskie migdały” (1922). Małżeństwo to jednak zakończyło się po kilku latach m.in. z powodu pozamałżeńskiego związku Pawlikowskiego z wiedeńską tancerką Valerié Konchinsky (Walerią Kończyńską), która została jego kolejną żoną. Jedyna córka Pawlikowskiego z drugiego małżeństwa Iwa zginęła tragicznie w Krakowie w 1945 r.
Po II wojnie światowej majątek Pawlikowskich został skonfiskowany przez władze PRL, a Jan Henryk zmarł w zapomnieniu. Pochowany został na starym cmentarzu w Zakopanem (kw. L-I-6).

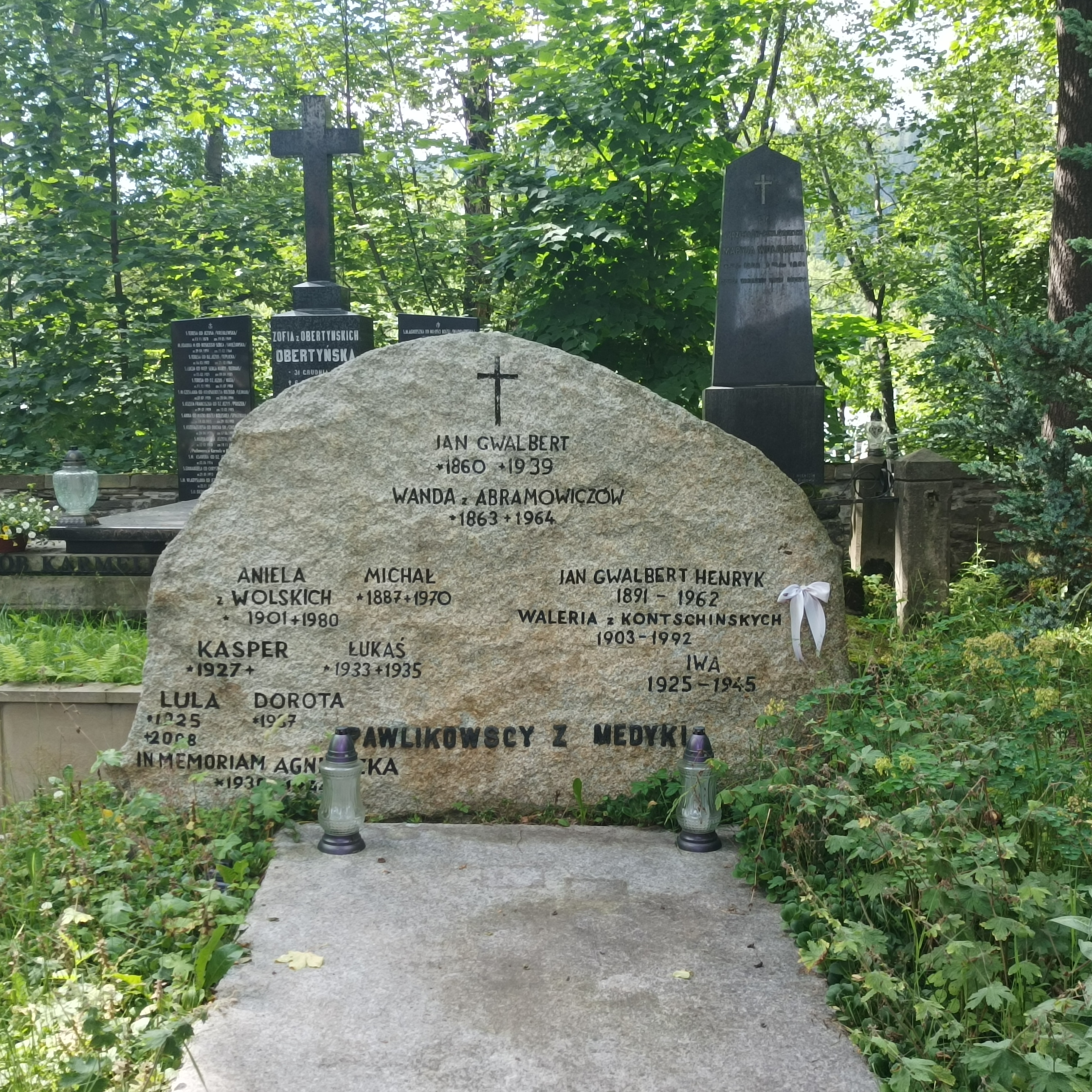
Grób Pawlikowskich na Cmentarzu Zasłużonych na Pęksowym Brzyzku

## Twórczość
Motywy tatrzańskie i góralskie był dominujące w jego twórczości, m.in. w jego najbardziej znanym dziele, opartym na góralskich legendach, pt. Bajda o Niemrawcu (1928). Drugą jego powieścią o podobnej tematyce jest saga rodu góralskiego Cisonie (1963).
Najważniejsze prace, dotyczące zarówno Podhala, jak i Tatr, to: O początku osady „zakopiańskiej” i nazwy „Zakopane” („Tyg. Powsz.” 1951, nr 39), Z Kozińca po 65 latach („Wierchy” 1962), Taniec góralski (w dziele zbior. „Past. Tatr Pol. i Podh.” 7, 1967), Pasterstwo tatrzańskie w polskiej literaturze beletrystycznej (tamże). Ogłosił też lit. apoteozę narciarstwa pt. Pierwsze słowa („Zima” 1929, nr 1) oraz wspomnienia: o Stanisławie Bronikowskim (Ofiara Zamarłej Turni, „Tat.” 1915-21) i o Stanisławie Mierczyńskim („Tyg. Powsz.” 1952, nr 13). Pośmiertnie ukazało się też Z Orkanem w Nowym Targu („Tyg. Powsz.” 1973, nr 38).
Był także współautorem zbiorowego utworu Pawlikowskich i Wolskich, poematu humor. Arka Noego oraz drukowanego anonimowo (Miłośnik gór) w „Wierchach” (1, 1923) utworu satyr. Jak upiększyć Tatry? (autorzy: Maria z Kossaków, Jan Gwalbert i Jan Gwalbert Henryk Pawlikowscy).